# بیل کاددیک (بازیکن فوتبال)
بیل کاددیک (انگلیسی: Bill Caddick؛ 14 March 1898 – ۱۹۸۱ (۸۲−۸۳ سال)) بازیکن فوتبال بود.